# Estación Capitán Sarmiento
Capitán Sarmiento es una estación ferroviaria ubicada en la ciudad del mismo nombre, partido homónimo, Provincia de Buenos Aires, Argentina.

## Servicios
En 1992 dejaron de correr los trenes de pasajeros.  Actualmente es operada por el NCA (Nuevo Central Argentino) pero los trenes de cargas no corren.
Actualmente no posee tráfico de trenes de ningún tipo, aunque los "Amigos del Ramal Victoria- Pergamino" transitan la zona para conservar el estado de vías.

## Historia
La estación Capitán Sarmiento fue fundada en 1892 junto con el ramal Victoria-Vagués-Pergamino , la misma pertenecía al Ferrocarril Mitre cuando el ferrocarril Mitre era operado por los Ferrocarriles Argentinos pasaban más de 50 trenes da cargas y de larga distancia hacia las provincias de Santa Fe y Córdoba.
La estación fue clausurada en 1992, por lo que actualmente no se opera ningún servicio de trenes. Hoy en día en la estación funciona un Museo Ferroviario y se encuentra restaurada completamente. 
Debido al denso tráfico de pasajeros la empresa Ferrocarriles Argentinos decidió construir pasajes subterráneos que funcionaban para cruzar de andenes. Hasta el año 2014 funcionaba una famosa galería de arte llamada "El Túnel" la cual era muy innovadora pero por cuestiones de seguridad se decidió clausurarla de manera definitiva.
Un dato no menor es que debido al descarrilamiento cerca de la estación "La Luisa" los trenes de carga ya no corrían y eso provocó la clausura definitiva y desmantelamiento de la cerealera junto a la estación donde hoy solamente existen unas pocas estructuras de lo que fue una gran inversión en cereales y agroindustria que provocaba un gran movimiento ferroviario. Actualmente Capitán Sarmiento es un centro fuerte del desarrollo agroindustrial aunque sin ferrocarril.